# Хисамутдинов, Ахмеджан Хисамутдинович
Ахмеджан Бахриддинович Хисамутдинов (1932, Риштан, Риштанский район, Узбекистан ССР, СССР — 3 августа 2015) — советский и таджикский государственный и партийный деятель. Первый секретарь Кулябского обкома КП Таджикистана (1974—1983).

## Биография
Родился в Риштане Ферганской области в семье служащего, таджик. Член КПСС с 1953 г. В 1968 г. окончил Высшую партийную школу при ЦК КПСС.
Трудовую деятельность начал в 1952 г. участковым агрономом Четпутинской МТС.
- 1955—1956 гг. — инструктор Регарского райкома КП Таджикистана по зоне МТС,
- 1956—1959 гг. — первый секретарь Регарского райкома ЛКСМ Таджикистана,
- 1959—1964 гг. — заместитель заведующего отделом комсомольских органов, секретарь ЦК ЛКСМ Таджикистана,
- 1964—1966 гг. — начальник Регарского районного производственного управления сельского хозяйства Таджикской ССР,
- 1966—1968 гг. — слушатель ВПШ при ЦК КПСС,
- 1968—1969 гг. — председатель организационного бюро ЦК КП Таджикистана по Советскому району,
- 1969—1972 гг. — первый секретарь Советского районного комитета КП Таджикистана,
- 1972—1974 гг. — первый секретарь Пянджского районного комитета КП Таджикистана,
- 1974 −1983 гг. — первый секретарь Кулябского областного комитета КП Таджикистана,
- 1983—1985 гг. — председатель Государственного комитета Таджикской ССР по лесному хозяйству,
- 1985—1988 гг. — первый секретарь Исфаринского городского комитета КП Таджикистана,
- 1988—1990 гг. — заместитель председателя Государственного планового комитета Таджикской ССР,
- 1991—2001 гг. — начальник управления сельского хозяйства, заместитель председателя хукумата Шахринавского района.

Депутат Верховного Совета СССР 9 и 10 созывов. Избирался депутатом Верховного Совета ССР и Таджикской ССР, членом ЦК КП Таджикистана.

## Награды и звания
Награждён орденом Октябрьской Революции, орденом Трудового Красного Знамени, орденом «Знак Почета», тремя медалями, четырьмя Почетными Грамотами Президиума Верховного Совета Таджикской ССР.